# Витяз (бронепалубна корвета, 1883)
Витяз (на руски: Витязь) е бронепалубна корвета на Руския Императорски флот, главен кораб на едноименния проект. Името на прославената корвета „Витязь“ завинаги влиза в паметта на световното мореплаване. Историята познава много доста драматични далечни морски походи и околосветски пътешествия, но в десетката на най-славните кораби в света, имената на които са изписани на фасадата на Океанографския музей в Монако е изписано името само на един руски кораб – „Витязь“.
Заслугата за това принадлежи на първия командир на кораба – адмирал Степан Осипович Макаров. Неговият научен труд: „„Витязь“ и Тихия океан“ с подробно изложение на резултатите от всички проведени изследвания, изпълнени от екипажа на кораба, обезсмъртява името на славната корвета.

## История на службата

### Строеж и подготовка за плаването
„Витязь“ е заложен на 16 август 1883 г. на Франко-руския завод, който се намира на Галерния остров в Санкт Петербург, от знаменития корабостроител и самоук инженер Пьотр Акиндинович Титов. На 23 октомври 1884 г. той е спуснат на вода, и за негов командир е назначен капитана 1-ви ранг С. О. Макаров. Още 2 години „Витязь“ се намира в дострояване и през целия този срок Макаров участва активно в това.
Корабът е един от последните военни кораби на „преходното време“, т.е. съвършен ветроход и едновременно има най-добрата и мощна парна машина, за онези години. „Витязь“ е първият от руските кораби, изцяло построен от корабостроителна стомана и имащ бронирана палуба. Въпреки това от самото си начало кораба няма късмет. При спускането от елинга е откачен руля и са повредени ахтерхщевена и дейдвуда. Оказва се, че руслото на Нева на това място е недостатъчно дълбоко и корпусът на кораба удря в дъното на реката. За ремонта на „Витязь“ П. А. Титов проектира специален плаващ кесон, но работата се проточва няколко месеца.
С. о. Макаров вижда не само достойнствата, но и недостатъците на корвета. Още преди началото на историческото си пътешествие той пише:
| „                                      | „Каква жалка мощност и скорост за неброниран кораб от 3000 t. Корвета може да се смята за неуспешен като ход, но не е моя работа да разгласявам това. Работата на командира да изгради име на своя кораб и да накара всички офицери да го заобичат и те да започнат да смята, че е много по-добър от всички останали съдове.“ | “ |
| А. Крылов. Вице-адмирал С. О. Макаров. | |   |

И към това си виждане той се придържа през последвалите 993 дни на пътешествието.
П. А. Титов не обича да му се бъркат в работата, но позволявал на Макаров да прави това, който постоянно предлагал различни усъвършенствания. За своя корвет той дори проектира особен парен катер с необикновени обводи. Построен в Кронщат, този катер получава името „Меч“ и развива скорост над 17 възела.
Особено внимание Макаров отделя на подбора на офицерите. Над половината от тях са мичмани – ученици от Морския кадетски корпус завършили през 1884 г. Той отбелязва хората година по-рано когато, командвайки „Практическата ескадра“ на Балтийско море, плава с младите гардемарини в Балтика. На тези мичмани Макаров възлага особени надежди. Именно на тях им предстои да осъществят болшинството от неговите замисли.
От гледна точка на морското министерство първото плаване на корветата се предполага да бъде напълно обикновено и с цел усъвършенстване на морската подготовка на личния състав на кораба. Макаров обаче решава да се възползва от случая и се заема с пълномасщабни океаноложки изследвания през цялото плаване на корветата. Със собствени средства той купува оборудване, инструменти, прибори и специална литература. Практически всички офицери, част от подофицерите и даже много от редовите моряци са предварително предупредени за плановете на своя командир и горят от желание да вземат активно участие в работата. И тя започва веднага след като Кронщат се скрива зад хоризонта.

### Първото плаване на „Витязь“ (1886 – 1889 г.)
В последния ден на лятото на 1886 г., когато за флота на Балтийско море поредната кампания наближава края си, корветата „Витязь“ с екипаж от 372 души вдига котва от военното пристанище на Кронщат и излиза в открито море.
Първата половина на пътя „Витязь“ изминава по маршрута: Кронщат → Кил → Гьотеборг → Портсмут → Брест → Ферол → Лисабон → остров Мадейра → острови Зелени нос. След това корвета пресича Атлантика и на 20 ноември 1886 г. влиза в пристанището на Рио де Жанейро. Месец по-късно, благополучно преминава Магелановия пролив и на 6.01.1887 г. „Витязь“ пристига във Валпарайсо. Следващия отрязък на пътя минава през Тихия океан до Япония и е най-дългият. По този маршрут от девет хиляди и петстотин морски мили корветата има има само две спирки – на Маркизките и Сандвичевите острови. През март 1887 г. „Витязь“ пуска котва на рейда на Йокохама. Плаването до Япония отнема повече от половин година. Още в самото начало на пътешествието, при подхода за Лисабон „Витязь“, попада в жестока дванадесетбална буря. Това се случва на 13 октомври, когато западния вятър достига силата на ураган. Корветата с чест преминава това изпитание, макар и да показва някои конструктивни недоработки. В Лисабон по време на отстраняването на повредите са направени и необходимите изменения в отделни възли на кораба, които да увеличат неговата устойчивост при щорм.
По цялото протежение на пътя целият екипаж на корветата, под ръководството на своя неуморен командир, извършват колосален обем изследователска работа. На всеки четири часа, независимо от условия на времето и часа, измерват температурата и относителното тегло на морската вода, измерват дълбочината, изследват морските течения, определят и много други параметри. Някои от наблюденията се водят на всеки пет или десет минути.
С. О. Макаров пише:
| „ | Много се радвам, че сред господа офицерите намерих голяма съпричастност към различните ходроложки и метеорологични наблюдения. Доктора по медицина Шидловский работи с ареометъра, мичманите Кербер и Шаховский се смятат за собственици: първия на барометъра, а втория на анемометъра, що се отнася до старшия щурман – подпоручик Розанов, той работи с флуктометъра, отговаря за пробите на водата и води общия дневник на всички наблюдения, прави в него необходимите поправки, и въобще наблюдава цялата работа. | “ |

Сведенията за пътешествието са откъслечни. Фундаменталния труд на С. О. Макаров „„Витязь“ и Тихий океан“ е посветен, в голямата си част, на резултатите от научните изследвания, проведени на корветата. Отделни епизоди от живота и бита на екипажа са съхранени в дневниците и писмата на Сепан Осипович към жена му и, колкото и да е странно, в спомените на най-младия пътешественик – Николай Иениша. Сина на старшия артилерийски офицер В. Х. Иениш тогава е на само на 6 години. По-късно той пише:
| „ | Много тържествени на „Витязь“ бяха неделните и празничните дни, ако времето бе добро. Макаров винаги лично четеше Морския устав, доста позьорски разположен с гръб към полуюта пред светлината на каюткомпанията, обикновено в парадна униформа, с белите панталони и блестящата плешивина над високото, могъщо чело, с широка, разчесана на две руса брада… Четеше високо, бавно, ясно. Екипажът благоговейно слушаше, фуражките им бяха „за молитва“… Никога повече не съм виждал толково тържествено четене на Устава… | “ |

В своите писма към съпругата си Степан Осипович най-често описва посещенията на екзотичните места, където се намира „Витязь“. Например, за остров Нукагива той съобщава:
| „                                      | Ние пристигнахме на 22 февруари 1887 г. … Тук вдигнахме голяма шумотевица. Аз устроих тържество, на което поканих всички. „Благородните“, т.е. онези, които ходят с вратовръзка, пируваха на столове, останалите – на разтлано платно. Всичко това в сянката на палмова градина… Всичко мина прекрасно. Нашите матроси се отличаваха в танците, каначките също танцуваха. Вчера имаше лов, като всички жители ми поднасяха подаръци, парченца от някаква материя… | “ |
| Шишов А. Адмирал Макаров. Помни войну. | |   |

По време на пътешествието са направени няколкостотин фотографии. По разпореждане на С. О. Макаров с това се занимава мичмана К. Ф. Шульц. Именно той е авторът на болшинството снимки, представени в настоящата статия.
В Йокохама и Нагасаки, където по онова време нерядко има базирани руски кораби, „Витязь“ остава няколко месеца. След ремонта корветата влиза в състава на Перва Тихоокеанска ескадра на вицеадмирал Владимир Петрович Шмидт и пристига във Владивосток. На 8.07.1887 г., десет месеца след началото на пътешествието, екипажът отново стъпва на руска земя. Почти половин година в състава на ескадрата на Шмидт „Витязь“ участва в учебните походи по Охотско и Японско море.
Екипажът на корветата регулярно прави всички възможни в походни условия бойни учения. Особено много внимание Степан Осипович отделя на своето любимо минно дело. Многократно се провеждат стрелби с мините на Уайтхед и поставяне на учебни минни заграждения.
По-късно, в „Известия по минно дело“, брой 25, СПб., 1890 г., са публикувани бележките на Макаров по поставянето на мини на основа опита, получен на „Витязь“.
В средата на ноември ситуацията рязко се променя. От Морското ведомство пристига заповед, съгласно която „Витязь“ получава самостоятелна задача. Във връзка изостряне на обстановката в Далечния изток и възможен разрив на отношенията с Япония на Макаров е поръчано да изследва бреговата линия на материковата част на Японско море от гледна точка възможности за създаване на стоянки за корабите на Тихоокеанската ескадра.
Екипажът започва работата с въодушевление. В резултат на шестмесечни изследвания за първи път на карта са нанесени преди неотбелязвани заливи, неголеми острови, носове, банки, дълбочини. По правото на първооткривателя екипажът, по свое усмотрение, дава имена на тези географски обекти. Обстоятелните отчети, представени от Макаров в Морското ведомство, залягат в основата на много планове за строителни работи с военен характер, предприети впоследствие в Далечния изток.
На заключителния етап „Витязь“ изпълнява още ред отговорни задачи, посещавайки Петропавловск Камчатски, остров Беринг и Медния остров. В Охотско море преживяват две силни бури, по време на единия от които вълните отнасят катера. Получени са и други, макар и незначителни, повреди. При завръщането си във Владивосток, „Витязь“ е поставен на текущ ремонт, който отнема цели два месеца, но вече в Йокохама.
В началото на ноември 1888 г. настъпва време за обратния път към Петербург. Тази втора част от пътя корвета преминава вече по друг маршрут. През Индийския океан, Червено море, и Суецкия канал с излизане в Средиземно море. Нататък през Гибралтар около Европа и Балтийско море. Този път отнема още почти седем месеца. По пътя „Витязь“ посещава в Хонконг, Пан Ранг, Сайгон, Сингапур, на Суматра, в Коломбо, Аден, Суец, Пирея, Малта, Алжир, Кадис, Шербур и Копенхаген.
С. О. Макаров остава верен на себе си до края. Програмата на започнатите изследвания се спазва дори и сега, когато всички живеят с предстоящото завръщане у дома.
На 20 май 1889 г. „Витязь“ хвърля котва на Големия рейд на Кронщат. Пътешествието, продължило почти три години, завършва там, откъдето започва. Целия Кронштат с възторг посреща смелите моряци. Всеки член на екипажа, от огняра до командира получава своята минута слава, която запомня за цял живот.

### Резултати от околосветското пътешествие на корветата „Витязь“
Пътешествието на корветата завинаги влиза в историята на световното мореплаване. „Витязь“ пресича три океана, побеждава бури и мъгли, избягва опасни рифове и плитчини, посещава най-отдалечените морета и брегове. И не претърпява нито една значима авария. Наистина, корвета губи трима от членовете на екипажа си. Един матрос умира от болест в самото начало на пътя и е погребан в Брест, друг, който също се разболява, умира през 1887 г. Неговият гроб се намира на руското гробище в Нагасаки. Накрая, още един матрос по време на такелажни работи пада от рея зад борда. Тялото така и не е открито.
Главното, което постига С. О. Макаров – той възпитава такъв екипаж, който преди него не съществува в руския флот. Барон Фердинанд Фердинандович Врангель, посрещащ „Витязь“ в Кронщад, пише:
| „                                 | Кокетния вид на кораба и екипажа, бързината и точността на всички маневри, извършвани на корвета „Витязь“ след неговото завръщане от плаване, служат за нагледно доказателство, че научните наблюдения не са били пречка за строевата служба, а само са разширили кръгозора на офицерите, внасяйки нов, облагородяващ интерес в тяхната служба | “ |
| Островский Б. Г. Адмирал Макаров. | |   |

Пет години след пътешествието, през 1894 г., излиза на бял свят труда на С. О. Макаров под името: „„Витязь“ и Тихий океан“ – това са два тома, съдържащи около хиляда страници текст, голямо количество различни приложения и таблици. Самият Макаров отбелязва, че тази книга е резултат от колективно изследване. В подзаглавието на книгата пише: „Хидроложки наблюдения, проведени от офицерите на корвета „Витязь“ по време на околосветското плаване 1886 – 1889 г.“ В началото на книгата авторът пише:
| „                      | С огромно удоволствие споменавам младите наблюдатели по старшинство: мичман Мечников, Митьков, Максутов, Кербер, Шульц, Шаховский, Пузанов и Небольсин. Особено много труд има младшия щурман подпоручик Игумнов | “ |
| Семенов С. Н. Макаров. | |   |

На следващата година след излизането на книгата, за неговия присно в науката, нейният автор С. О. Макаров е награден от Руското географско дружество със Златния медал на името на граф Ф. П. Литке.

### Екипажът на корветата „Витязь“ по време на плаването 1886 – 1889 г.
- Макаров, Степан Осипович, командир на кораба, Флигел-адютант, капитан 1-ви ранг.
- Вирениус, Андрей Андреевич, старши офицер, капитан 2-ри ранг.
- Иениш Виктор Христианович (1852 – 1893), старши артилерийски офицер, лейтенант. Доказан специалист в областта на корабната артилерия, автор на няколко статии по използване на артилерията в морето. Последно воинско звание – капитан 2-ри ранг. Командир на броненосната лодка „Русалка“ по време на трагичната ѝ гибел през 1893 г.
- Кубе-Браузер Эрнест Иванович, ревизор на кораба, лейтенант. След „Витязь“ служи на Балтика, през 1890 г. плава на кораба „Первенец“.
- Андреев Константин Петрович, лейтенант.
- Шидловский Франц Иванович, корабен лекар, доктор по медицина. След „Витязь“ служи в Кронщат като лекар на водолазната школа. През 1894 г., в състава на водолазен екип, участва в търсенето на броненосната лодка „Русалка“, на която загива В. Х. Иениш. Автор на многочислени експериментални работи в областта на „дълбоководната медицина“.

Мичмани (вахтени офицери):
- Кербер, Людвиг Бернгардович.
- Княз Максутов, Александр Дмитриевич. След плаването на корветата „Витязь“, през 1891 г. е произведен в лейтенант. Служи на корветата „Рында“, след това на клипера „Стрелок“.
- Мечников, Александр Евграфович. След „Витязь“ заедно с К. Ф. Шульц служи на крайцера „Разбойник“. Последно звание – капитан 2-ри ранг. Участник в Гражданската война в Черно море. В състава на руската ескадра отплава за Бизерта.
- Митьков (Ф. К.?). След плаването на „Витязь“ служи във флота. Последно звание – капитан 2-ри ранг.
- Небольсин, Аркадий Константинович.
- Пузанов, Сергей Николаевич. След „Витязь“ заедно с Л. Б. Кербер служи на крайцера „Россия“, след това излиза в отставка, заселва се в собствения си дом в Сестрорецк близо до Петербург, където построява (сп. Белоостров) тухлен завод.
- Княз Шаховский, Владимир Владимирович (1864 – 1930). След корветата „Витязь“, през 1890 г. е зачислен запас. Служи като земски началник в ред провинции на Руската империя. От 1909 г. статски съветник. От август 1916 г. се връща като лейтенант във флота с назначение в Черноморски флотски екипаж. По време на Гражданската война е старши офицер на линкора „Ростислав“, потопен от екипажа в Керченския пролив в навечерието на евакуацията от Крим. В Бизерта пристига като командир на канонерската лодка „Страж“. Умира в гр. Тунис на 15 август 1930 г.
- Шульц, Константин Фёдорович.

Щурмани
- Розанов – старши щурмански офицер, подпоручик.
- Игумнов, Александр – младши щурман, подпоручик. 1905 г. като капитан служи на кораби на Каспийската флотилия.

Юнга
- Иениш, Николай Викторович (1880 – ?). След похода на „Витязь“ завършва Морския Кадетски Корпус и 1899 г. е произведен в мичман. Завършва Минния офицерски клас и е зачислен като минен офицер 2-ри разряд. В периода 1901 – 1902 г. е в чуждестранно плаване на мореходната канонерска лодка „Терец“. През април 1904 г. е назначен в разпореждане на Коменданта на крепоста Порт Артур, след това е минен офицер на миноносеца „Безпощадный“. Интерниран от него в Циндао след боя на 28 юли 1904 г. в Жълто море. През 1915 г. е началник на дивизиона минни заградители и завеждащ минните заграждения в Черно море. По време на Гражданската война воюва на страната на белите в Черно море. В състава на руската ескадра отива в Бизерта.

### Второ плаване и гибел на „Витязь“ (1891 – 1893 г.)
През есента на 1891 г., под командването на друг командир, капитан 1-ви ранг С. А. Зарин и с друг екипаж корветата „Витязь“, която след 1893 г. започва да се води крайцер от 1-ви ранг, отплава в Тихия океан от Кронщат на второто си, и както се оказва, последно пътешествие. През лятото на 1892 г. той влиза в състава на Тихоокеанската ескадра и по примера на предишната експедиция започва активни хидроложки изследвания. Описани са и са нанесени на картата множество обекти, но всичко драматично завършва през май 1893 г. Тогава при поредните картографски работи в Японско море, в района на пристанището на Лазарев, (днес севернокорейското пристанище Вонсан) „Витязь“ търпи корабокрушение, удряйки се в скалите. Спасителната операция безуспешно продължава около месец. В нея участват кораби, изпратени от адмирал Павел Петрович Тыртов от Владивосток, но тя завършва безрезултатно. В резултат на това, работата се ограничава до сваляне на въоръжението, ценното навигационно оборудване и някои от механизмите. В тази епопея участват двама от бившите членове на „макаровския“ екипаж на „Витязь“ А. Е. Мечников и К. Ф. Шульц. Сега те вече плават на крайцера „Разбойник“ и наблюдават последните минути от живота на своя прославен кораб. А той служи твърде кратко – по-малко от 7 години.

## Памет

### Имена на картата, нанесени от първата експедиция на корветата „Витязь“
- Нос Андреев. Залив Троица в залива Посет в залива Петър Велики (Японско море). Изследван 1888 г. от екипажа на корветата „Витязь“. Тогава е кръстен на фамилията на члена на екипажа Константин Петрович Андреев.
- Остров Браузер. Залива Посет в залива Петър Велики (Японско море). За първи път нанесен на картата през 1863 г. от експедицията на В. М. Бабкин. Изследван 1888 г. от екипажа на корветата „Витязь“. Наречен в чест на фамилията на ревизора на кораба Ернест Иванович Кубе-Браузер.
- Нос Варгин. Залива Посет в залива Петър Велики (Японское море). Изследван 1888 г. от екипажа на корветата „Витязь“. Тогава получава името си по фамилията на началника на хидроложкия екип подпоручик от КФШ (корпус на флотските щурмани) Сергей Александрович Варгин.
- Нос Вирениус (Тепхунгам). Японско море, Изследван 1888 г. от екипажа на корветата „Витязь“. По фамилията на старшия офицер на кораба Андрей Андреевич Вирениус. Днес руското име не се нанася на картите.
- Полуостров Зарубин. Залива Посет в залива Петър Велики (Японско море). За първи път картографиран през 1854 г. от експедицията на фрегатата „Паллада“. Наречен е на името на механика на шхуната „Восток“ Иван Иванович Зарубин има и нос на този полуостров. През 1888 г. екипажа на корветата „Витязь“ заради това, че В. М. Бабкин преименува нос Зарубин на нос Сличков, утвърждава името на Зарубин на полуострова.
- Нос Кербер. Японско море. Изследван 1888 г. от екипажа на корветата „Витязь“. Именуван по фамилията на члена на екипажа Людвиг Бернгардович Кербер. Днес руското име не се нанася на картите.
- Нос Максутов. Залива Посет в залива Петър Велики (Японско море). Изследван 1888 г. от екипажа на корветата „Витязь“. Тогава е кръстен на фамилията на члена на екипажа Александър Дмитриевич Максутов.
- Нос Неболсин. Залива Посет в залива Петър Велики (Японско море). Изследван 1888 г. от екипажа на корветата „Витязь“. Именуван по фамилията на члена на екипажа Аркадий Константинович Неболсин.
- Нос Стенин. Залива Посет в залива Петър Велики (Японско море). Изследван 1888 г. от екипажа на корветата „Витязь“. Тогава е кръстен на фамилията на изследователя на Балтийско море и Тихия океан подполковник от КФШ Алексей Семенович Стенин.
- Нос Шулц. Залив Троица в залива Посет в залива Петър Велики (Японско море). Изследван 1888 г. от екипажа на корветата „Витязь“. Именуван по фамилията на члена на екипажа Константин Фьодорович Шулц.
- Залив Витяз. Японско море, залива Посет в залива Петър Велики. Картографиран за първи път през 1863 г. от Василий Матвеевич Бабкин. Изследван 1888 г. от офицерите на „Витязь“. Тогава е кръстен в чест на кораба.
- Скала Витяз (Ссанчжончхо). Японско море, в района на Корейския полуостров. Изследван 1888 г. от екипажа на корветата „Витязь“. Тогава е кръстен в чест на кораба. Днес руското име не се нанася на картите.

### Имена на картата, нанесени от втората експедиция на крайцера „Витязь“
- Нос Бахтин (Резкий, Хеманкейп). Японско море, в района на Корейския полуостров. Изследван 1893 г. от експедицията на корвета „Витязь“. Тогава е кръстен по фамилията на вахтения офицер Леонид Василевич Бахтин. Днес руското име не се нанася на картите.
- Нос Волчански. Японско море, в района на Корейския полуостров. Изследван 1893 г.от експедицията на корвета „Витязь“. Тогава получава името си по фамилията на члена на екипажа Юлиан Казимирович Волчански.
- Острови Глотов (Голи, Чукто). Японско море, в района на Корейския полуостров. Изследван 1893 г. от експедицията на корвета „Витязь“. Тогава получава името си по фамилията на члена на екипажа, вахтения офицер Михаил Иванович Глотов.
- Скала Горшков (Тоам). ск., Японско море, в района на Корейския полуостров. Изследван 1893 г. от експедицията на корвета „Витязь“. Кръстен по фамилията на вахтения офицер А. А. Горшков.
- Скали Губарев (Чукто). Японско море, в района на Корейския полуостров. Изследван 1893 г. от експедицията на корвета „Витязь“. Носи името си по фамилията на корабния лекар Павел Михайлович Губарев.
- Банка Дрешер (Мугепхо). Японско море, в района на Корейския полуостров. Изследван 1893 г. от експедицията на корвета „Витязь“. Получава името си по фамилията на члена на екипажа Петър Яковлевич Дрешер.
- Скали Елисеев (Хенчхеам). Японско море, в района на Корейския полуостров. Изследван 1893 г. от експедицията на корвета „Витязь“. Получава името си по фамилията на члена на екипажа Евгений Пантелеймонович Елисеев.
- Банка Зарин (Хамхинман). Японско море, в района на Корейския полуостров. Изследван 1893 г. от експедицията на корвета „Витязь“. Тогава получава името си по фамилията на командира на кораба Сергей Аполинариевич Зарин.
- Банка Комаров (Йохомечжи). Японско море, в района на Корейския полуостров. Изследван 1893 г. от експедицията на корвета „Витязь“. Кръстен по фамилията на старшия офицер на кораба Леонид Иванович Комаров.
- Остров Лутонин (Сохвадо). Японско море, в района на Корейския полуостров. Изследван 1893 г. от експедицията на корвета „Витязь“. Носи фамилията на вахтения офицер Сергей Иванович Лутонин.
- Остров Мордвинов (Течжиндо). Японско море, в района на Корейския полуостров. Изследван 1893 г. от експедицията на корвета „Витязь“. Кръстен на члена на екипажа Константин Василиевич Мордвинов.
- Нос Переслени (Хеочжиндан). Японско море, в района на Корейския полуостров. Изследван 1893 г. от експедицията на корвета „Витязь“. Носи името на члена на екипажа Михаил Владимирович Переслени.
- Нос Попов (Квансончванчхи). Японско море, в района на Корейския полуостров. Изследван 1893 г. от експедицията на корвета „Витязь“. Носи името от фамилията на флагманския лекар на ескадрата на Тихия океан Владимир Николаевич Попов.
- Банка Рославлев. Японско море, в района на Корейския полуостров. Изследван 1893 г. от експедицията на корвета „Витязь“. Носи име по фамилията на вахтения офицер Сергей Михайлович Михайлов-Рославлев.
- Остров Симански (Чончходо). Японско море, в района на Корейския полуостров. Изследван 1893 г. от експедицията на корвета „Витязь“. Кръстен по фамилията на вахтения офицер Иван Николаевич Симански.
- Нос Тиртов (Пегандан). Японско море, в района на Корейския полуостров. Изследван 1893 г. от експедицията на корвета „Витязь“. Носи името на командващия Тихоокеанската ескадра вицеадмирал Павел Петрович Тиртов.
- Нос Еберхард (Калгванчхи). Японско море, в района на Корейския полуостров. Изследван 1893 г. от експедицията на корвета „Витязь“. По фамилията на флагманския офицер на щаба на Тихоокеанската ескадра Андрей Августович Ебергард.
- Нос Яневич (Сонхвандансандан). Японско море, в района на Корейския полуостров. Изследван 1893 г. от експедицията на корвета „Витязь“. Наречен в чест на обер одитора на походния щаб на ескадрата на Тихия океан Александър Константинович Яневич-Яневски.
- Залив Витяз (Тхвечжоман). Японско море, в района на Корейския полуостров. Изследван 1893 г. от експедицията на корвета „Витязь“. Кръстен в чест на кораба.
- Скали Витяз. Японско море, в района на Корейския полуостров. Изследван 1893 г. от експедицията на корвета „Витязь“. Кръстен в чест на кораба.

### Международно признание
Името на корветата „Витязь“, заедно с други 10 прославени експедициони кораба е изсечено на фасадата на Океанографическия музей на Монако.